# X 픽스맵
X 픽스맵(X PixMap, XPM)은 1989년 프랑스 소피아앙티폴리스 불 리서치 센터에서 일하던 Daniel Dardailler와 Colas Nahaboo가 제작한 X 윈도 시스템에 사용되는 이미지 파일 형식이다. 나중에 Arnaud Le Hors에 의해 개선되었다.
아이콘 픽스맵 생성을 주 목적으로 고안되었으며 투명 화소를 지원한다. 초기 XBM 문법에서 파생되었으며 XPM2 포맷 또는 (C 프로그램 파일 내에 포함 가능한) C (프로그래밍 언어) 문법의 플레인 텍스트 파일로 구성된다.

## 같이 보기
- X 윈도 시스템